# Cymbiodyta imbellis
Cymbiodyta imbellis är en skalbaggsart som först beskrevs av Leconte 1861.  Cymbiodyta imbellis ingår i släktet Cymbiodyta och familjen palpbaggar. Inga underarter finns listade i Catalogue of Life.